# 6月17日
6月17日（ろくがつじゅうしちにち）は、グレゴリオ暦で年始から168日目（閏年では169日目）にあたり、年末まであと197日ある。

## できごと

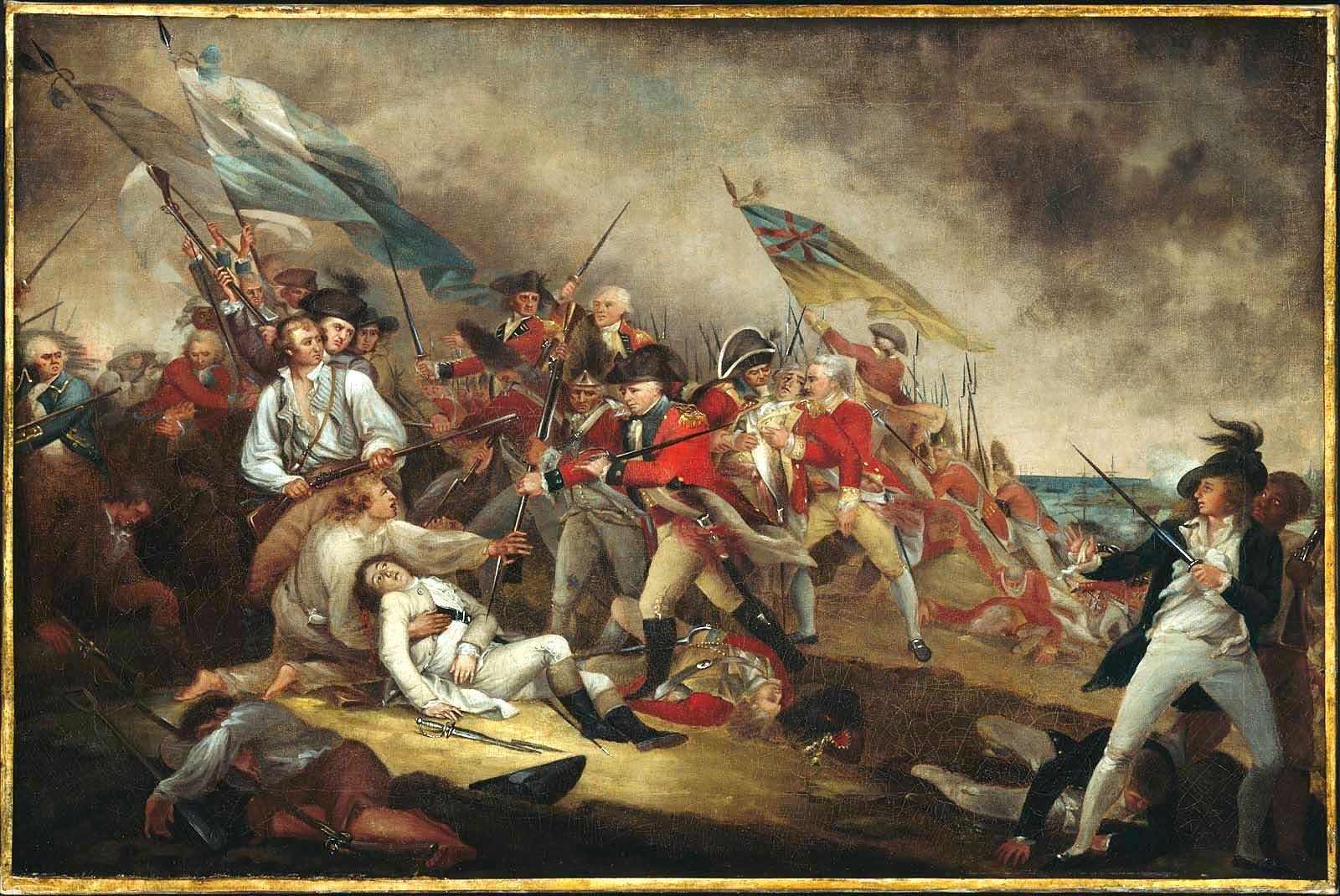
アメリカ独立戦争、バンカーヒルの戦い(1775)

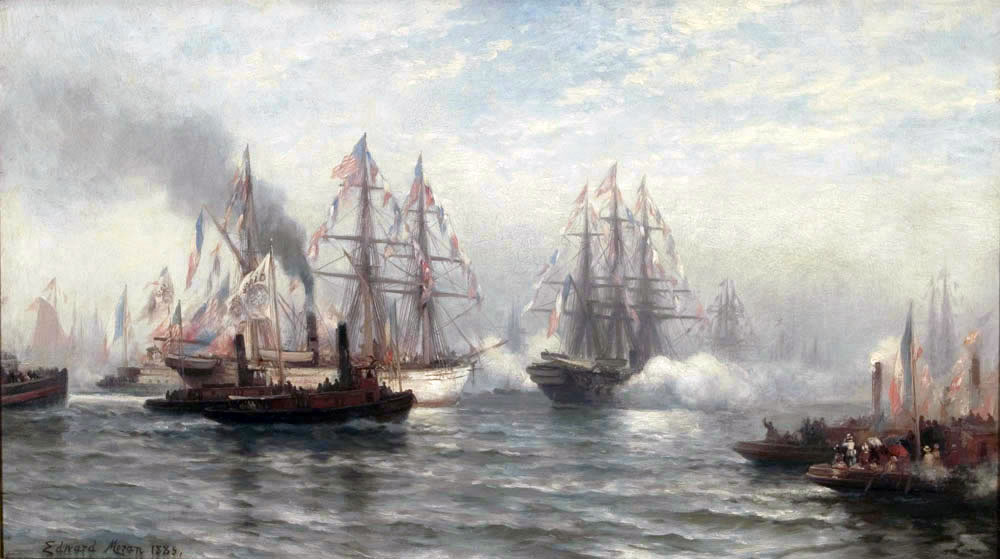
自由の女神像、ニューヨークに到着(1885)

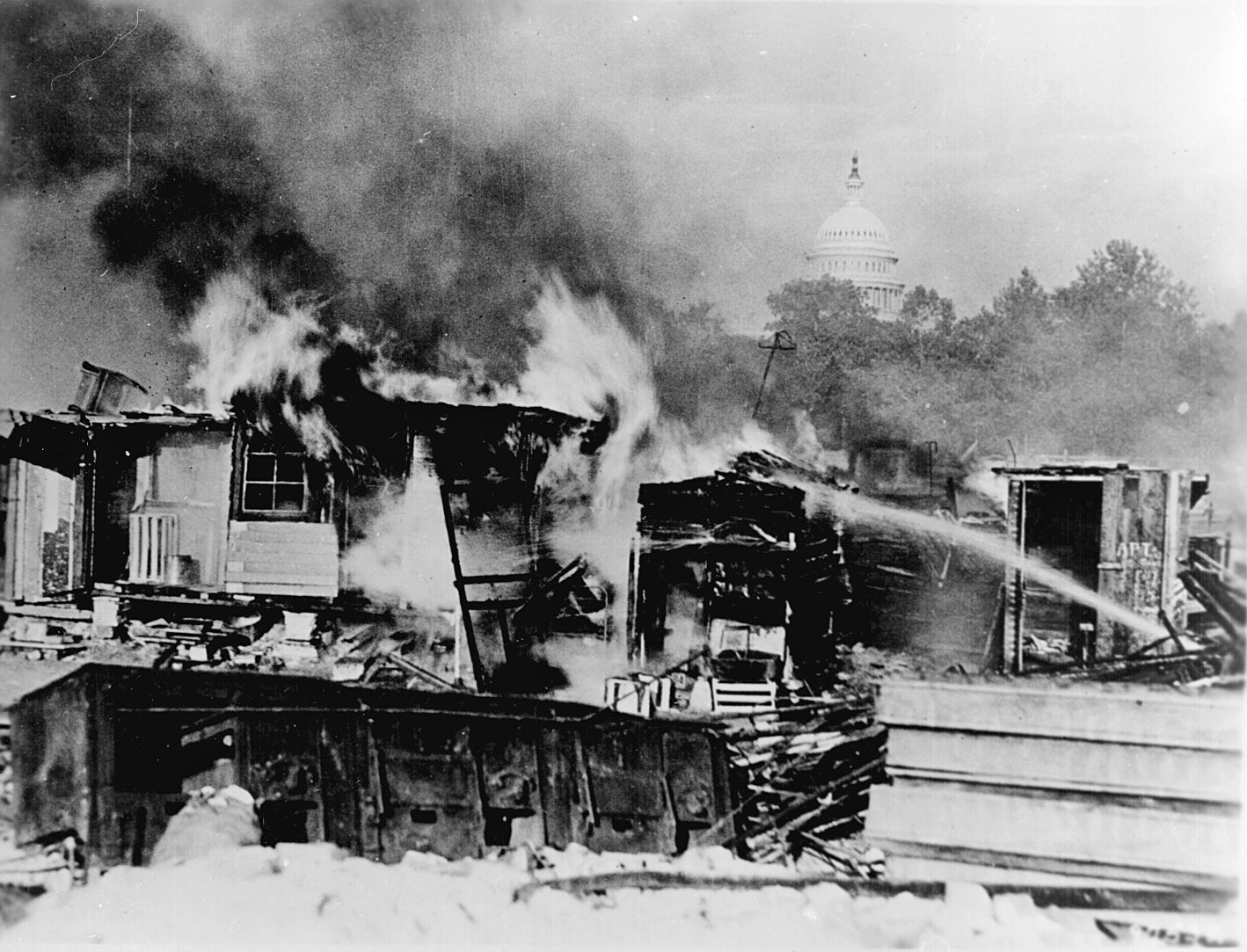
アメリカ合衆国の復員軍人らによるデモ行進、ボーナスアーミー(1932)

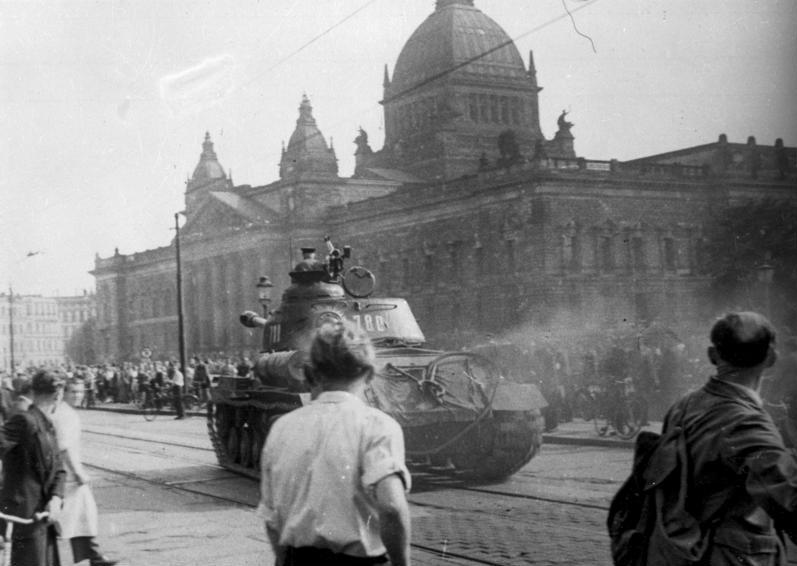
東ベルリン暴動(1953)

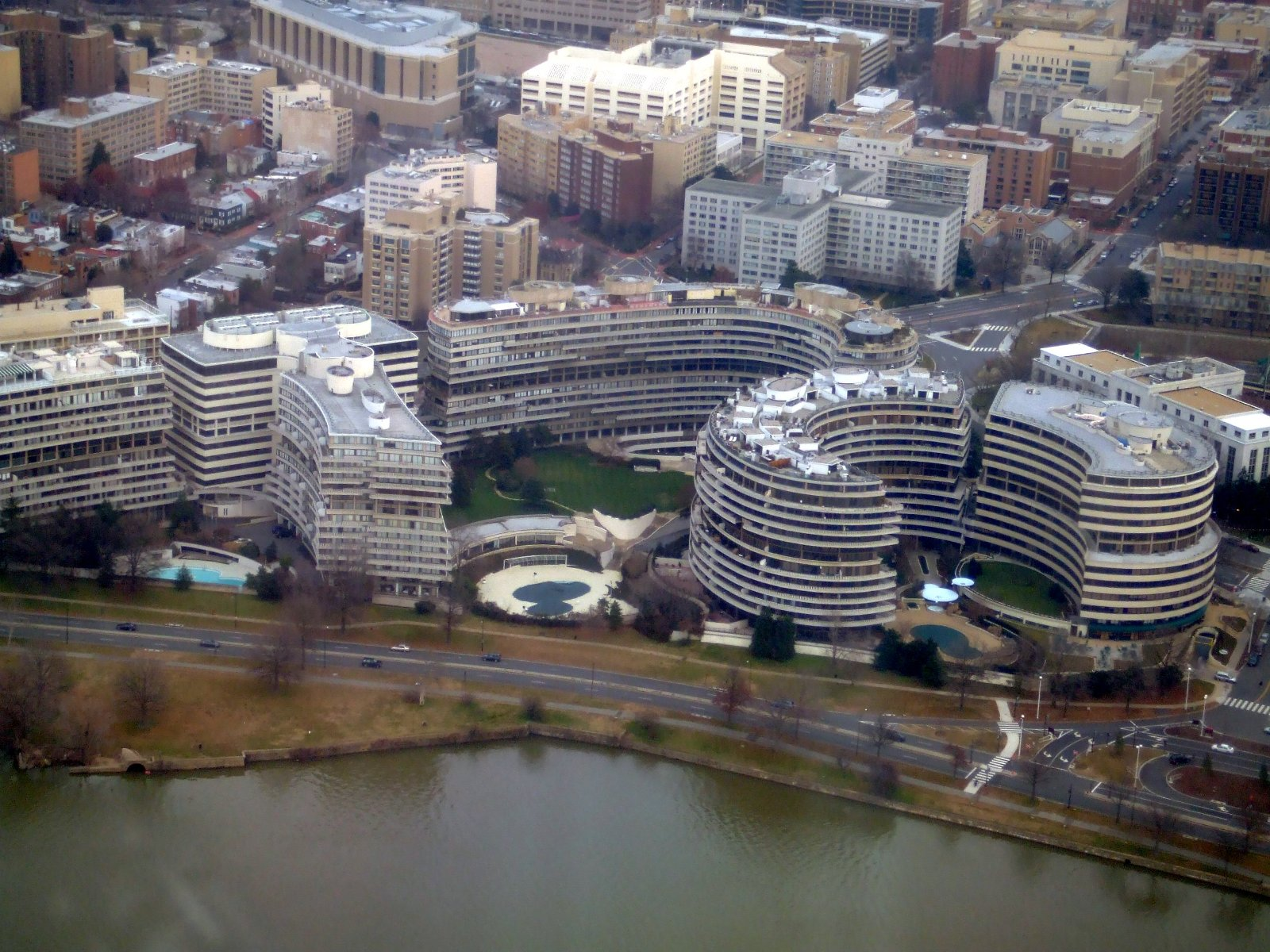
ウォーターゲート事件発覚(1972)。画像は舞台となったウォーターゲート・コンプレックス

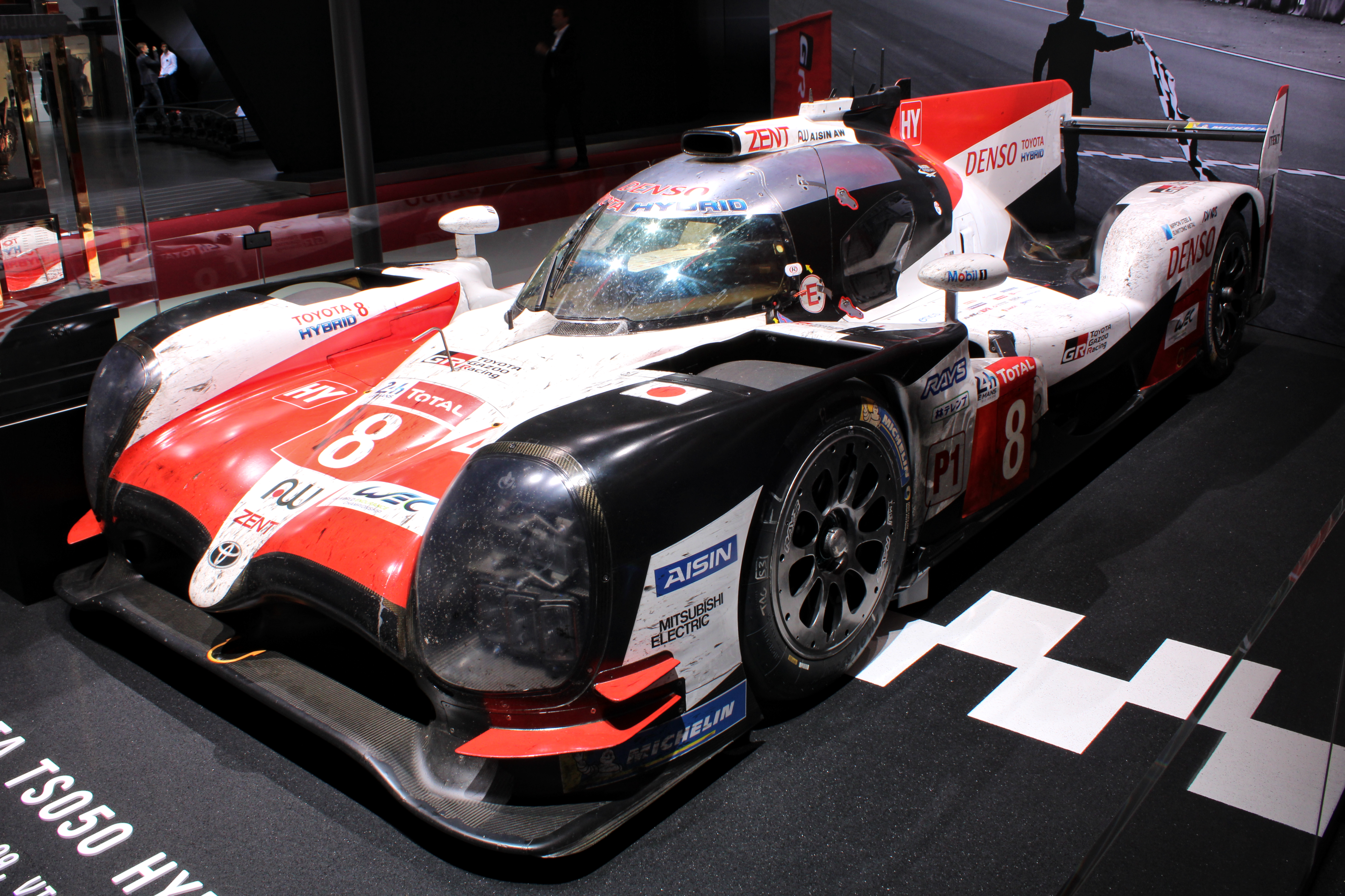
2018年のル・マン24時間レースで優勝した、トヨタ・TS050 HYBRID(2018)

- 362年 - ローマ皇帝ユリアヌスがキリスト教徒を教師・高官などの職から追放。
- 1565年（永禄8年5月19日） - 三好三人衆らが室町幕府13代将軍足利義輝を襲撃し殺害（永禄の変）。
- 1631年 - ムガル帝国の第一皇妃ムムターズ・マハルが産褥死。夫の皇帝シャー・ジャハーンは彼女のために22年かけてタージ・マハルを建てる。
- 1775年 - アメリカ独立戦争: バンカーヒルの戦い。
- 1789年 - フランス革命: 三部会から離脱した第三身分代表が国民議会の成立を宣言。
- 1857年（安政4年5月26日） - 下田奉行とアメリカ総領事タウンゼント・ハリスが日米和親条約を修補する9か条の下田協約を締結。
- 1858年（安政5年5月7日） - 伊東玄朴ら江戸の蘭方医が、上野にお玉ヶ池種痘所を設立。
- 1864年（元治元年5月14日） - 江戸幕府が神戸海軍操練所を開設。
- 1876年 - ブラックヒルズ戦争: ローズバッドの戦い。
- 1885年 - 自由の女神像がフランスからニューヨークに届く[1]。
- 1885年 - 明治十八年の淀川洪水。淀川支流天野川決壊、以後7月にかけて大阪府淀川流域に洪水被害。
- 1892年 - スイスでブリエンツ・ロートホルン鉄道開通[2]。
- 1897年 - 神奈川県の船大工360名が同盟罷工。
- 1901年 - アメリカでカレッジボード（The College Board）による最初の大学入試試験が実施される[3]。
- 1918年 - 帝国人造絹糸（現在の帝人）設立。
- 1930年 - アメリカ大統領ハーバート・フーヴァーがスムート・ホーリー法に署名し法律が成立。2万品目以上のアメリカへの輸入品に高い関税をかける。
- 1932年 - ボーナスアーミー。第一次世界大戦の復員軍人とその家族など約31,000人が支給の繰り上げ支払いを求めて、ワシントンD.C.へ行進。
- 1933年 - ゴーストップ事件。陸軍と警察の大規模な抗争に発展。
- 1933年 - 阪神本線の神戸側を地下新線（岩屋駅 - 三宮駅間）に切り換え。岩屋駅 - 神戸（滝道）駅の地上線を廃止。
- 1939年 - フランスでジュール＝アンリ・デフルノーにより殺人犯オイゲン・ヴァイトマンのギロチンによる処刑が行われる。フランスで史上最後の公開処刑となる。
- 1940年 - 第二次世界大戦: 連合国のフランスからの撤退作戦・エアリアル作戦が開始される。
- 1940年 - 第二次世界大戦: エアリアル作戦に使用されていた客船「ランカストリア」がドイツ国防軍のJu 88爆撃機の攻撃を受け沈没。約4,000人が死亡。
- 1944年 - アイスランドがデンマークから独立し、アイスランド共和国が成立。
- 1944年 - アメリカ海軍の大型巡洋艦「アラスカ」が就役。
- 1945年 - 第二次世界大戦: 日本本土空襲: 鹿児島大空襲。
- 1951年 - フランス総選挙（英語版）でシャルル・ド・ゴールのフランス国民連合が第一党となる。
- 1953年 - 東ベルリン暴動: 前日からの労働者のストライキが暴動化。ドイツ駐留ソ連軍が出動して鎮圧。
- 1954年 - 中華人民共和国とイギリスが国交樹立[4]。
- 1959年 - 首都高速道路公団が発足。
- 1960年 - 日本社会党の顧問であった河上丈太郎が、国会面会所付近で暴漢に刺されて重傷を負う[5]。
- 1963年 - アメリカ最高裁が8対1で公立学校で行われていた聖書の朗読や主の祈りがアメリカ合衆国憲法に抵触するとの判決を出す。 (en:Abington School District v. Schempp)
- 1963年 - 京阪神急行電鉄京都本線（現：阪急京都本線）・大宮駅 - 河原町駅（現：京都河原町駅）間が延伸開業。
- 1967年 - 中華人民共和国が初の水爆実験を実施。
- 1971年 - 沖縄返還協定に調印。衛星中継によりワシントンと沖縄で同時に行われる。
- 1971年 - 明治公園爆弾事件。37人の機動隊員が重軽傷を負う。
- 1972年 - ウォーターゲート事件が発覚。
- 1973年 - 根室半島沖地震（M 7.4）発生。
- 1980年 - 釧路湿原が日本で初めてラムサール条約の登録湿地になる。
- 1981年 - 東京都江東区で覚醒剤を常用した男が主婦や幼児ら4人を殺害（深川通り魔殺人事件）。
- 1982年 - 「教皇の銀行家」と呼ばれたイタリアの銀行家ロベルト・カルヴィが、ロンドンのブラックフライアーズ橋の下で、首を吊った状態で発見される。
- 1985年 - 柔道ロサンゼルスオリンピック金メダリストの山下泰裕が現役引退。
- 1987年 - ハマヒメドリの亜種Dusky Seaside Sparrowの最後の個体が死亡し絶滅。
- 1991年 - 南アフリカ共和国議会で人口登録法廃止法案が可決。アパルトヘイトが終結。
- 1994年 - O・J・シンプソン事件: O・J・シンプソンが2時間のカーチェイスの末、元妻の殺害容疑で逮捕。
- 1994年 - 国連砂漠化対処条約がパリにて採択される。
- 1997年 - 臓器移植法成立。
- 2008年 - 東京・埼玉連続幼女誘拐殺人事件の犯人、宮﨑勤の死刑を執行[6] 。
- 2015年 - 日本で公職選挙法改正案が可決成立[7]。選挙権年齢が20歳以上から18歳以上へと引き下げられた。翌年6月19日施行[8]。（18歳選挙権）
- 2017年 - 西日本旅客鉄道の超豪華クルーズトレイン、「TWILIGHT EXPRESS 瑞風」が運行を開始[9]。
- 2018年 - トヨタがル・マン24時間レースを優勝。日本車としては1991年のマツダ以来、27年ぶりの制覇[10]。
- 2021年 - 香港警察が、香港国家安全維持法（国安法）に違反したとして、蘋果日報（アップルデイリー）の編集局長と幹部4人を逮捕した。また、編集局を家宅捜索し、コンピューターやハードディスクを押収し、同紙に関連する企業3社の資産を凍結した[11]。

## 誕生日

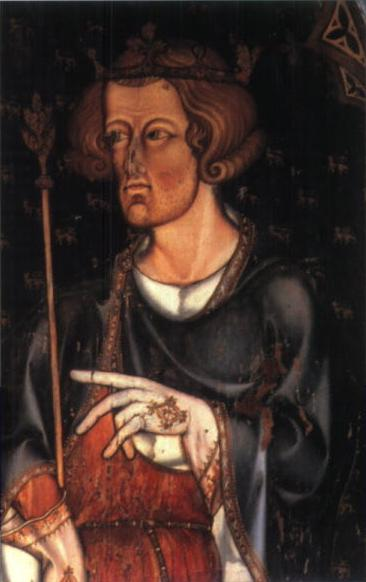
イングランド王エドワード1世(1239-1307)誕生。

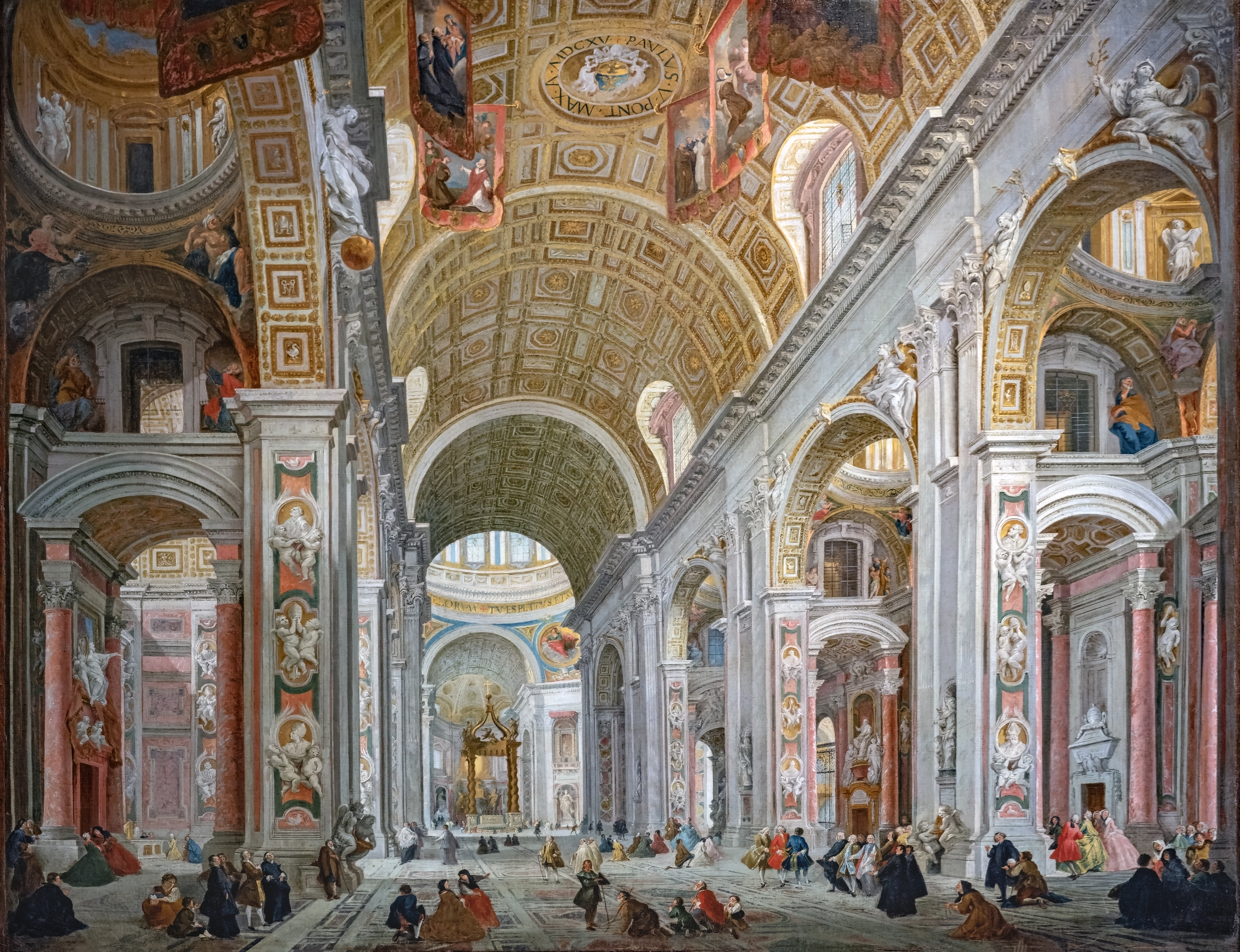
画家・建築家、ジョバンニ・パオロ・パンニーニ(1691-1765)誕生。画像は『サン・ピエトロ大聖堂』

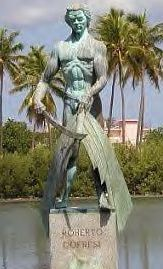
プエルトリコの海賊、ロベルト・コフレシ(1791-1825)誕生。

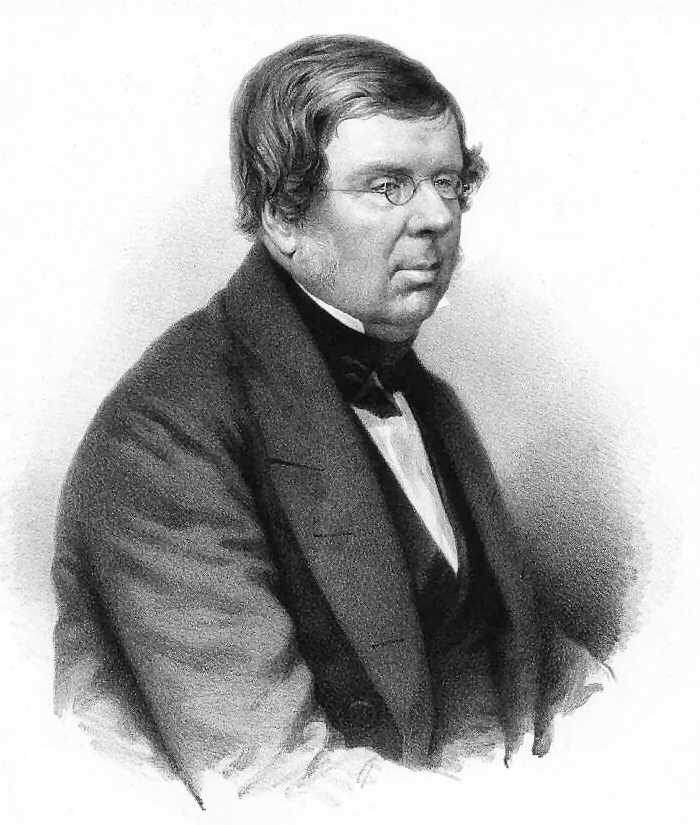
天文学者、ロス伯爵ウィリアム・パーソンズ(1800-1867)誕生。

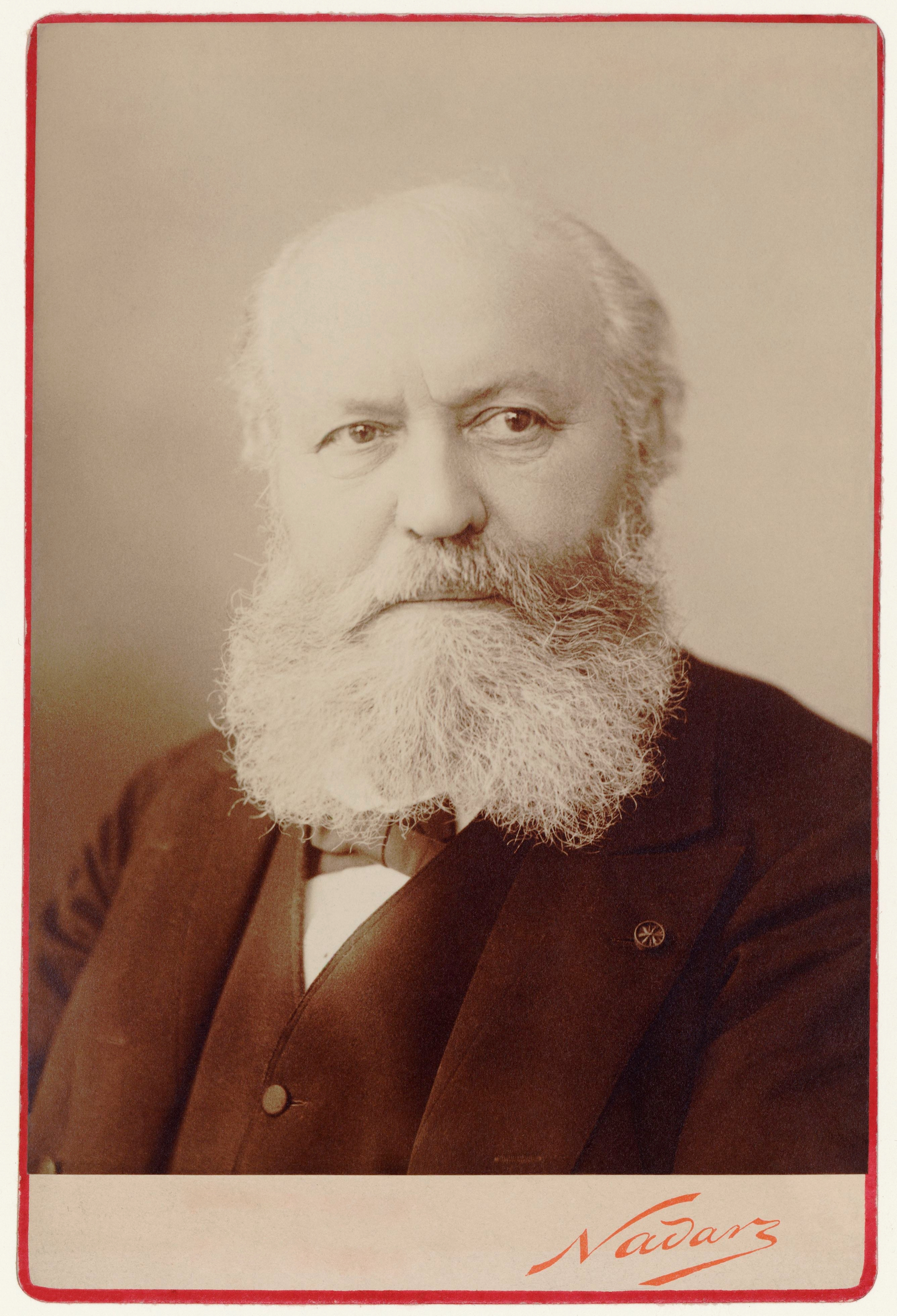
作曲家シャルル・グノー(1818-1893)誕生。

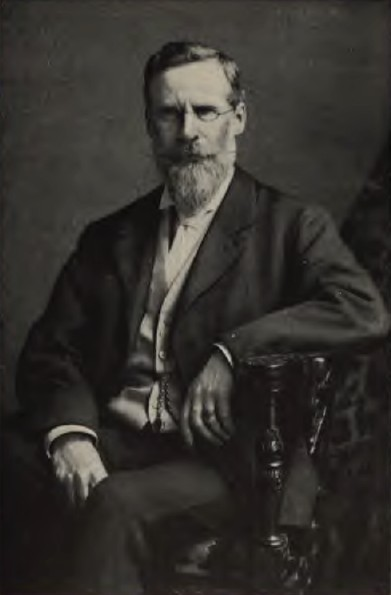
化学者ウィリアム・クルックス(1832-1919)誕生。タリウムを発見。

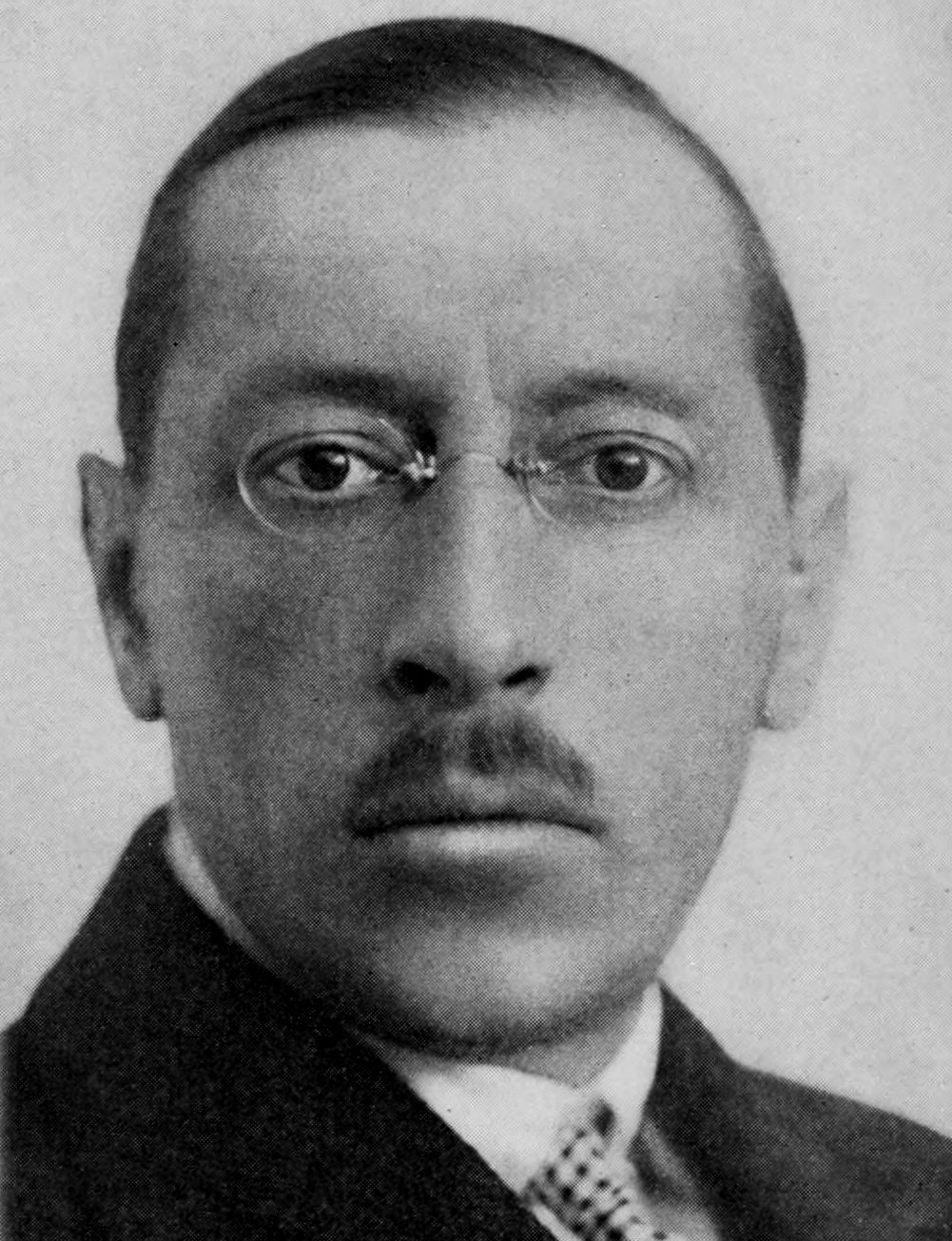
作曲家イーゴリ・ストラヴィンスキー(1882-1971)誕生。

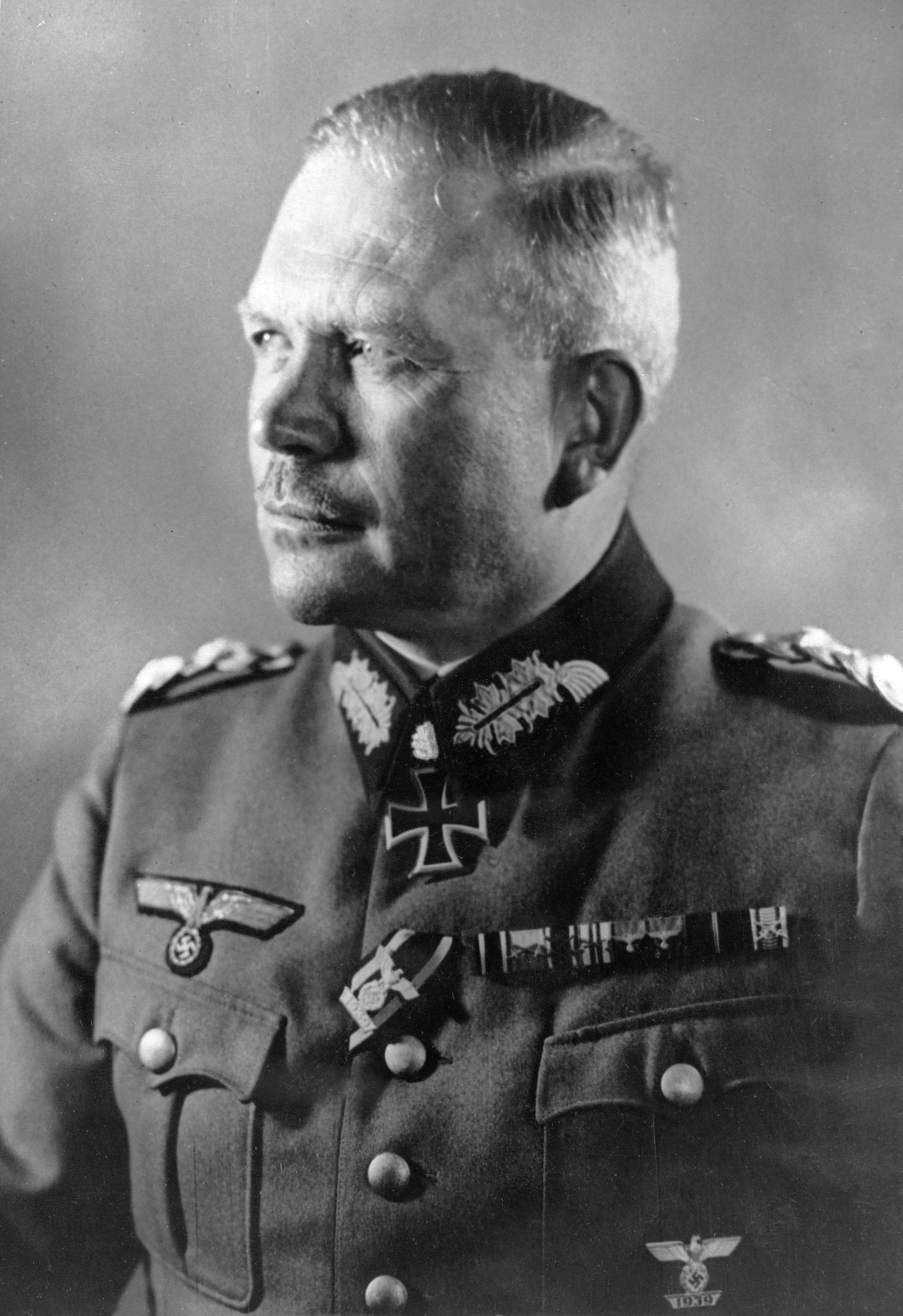
電撃作戦を発案したドイツ第三帝国の軍人ハインツ・グデーリアン(1888-1954)誕生。

- 1239年 - エドワード1世、イングランド王（+ 1307年）
- 1611年（慶長16年5月7日） - 保科正之、徳川秀忠の四男、会津藩主（+ 1673年）
- 1628年（寛永5年5月16日） - 黒田光之、第3代福岡藩主（+ 1707年）
- 1682年 - カール12世（カルル12世）、スウェーデン王（+ 1718年）
- 1687年（貞享4年5月8日） - 近衛家久、公卿（+ 1737年）
- 1691年 - ジョバンニ・パオロ・パンニーニ、画家、建築家（+ 1765年）
- 1700年（元禄13年5月1日） - 井伊直惟、第9代彦根藩主（+ 1736年）
- 1785年（天明13年5月11日） - 松平親明、第8代杵築藩主（+ 1825年）
- 1791年 - ロベルト・コフレシ、海賊（+ 1825年）
- 1800年 - ウィリアム・パーソンズ、天文学者（+ 1867年）
- 1802年 - ヘルマン・ゴルトシュミット、天文学者（+ 1866年）
- 1811年 - ヨン・シグルズソン、アイスランド独立運動の指導者
- 1818年 - シャルル・グノー、作曲家（+ 1893年）
- 1832年 - ウィリアム・クルックス、化学者、物理学者（+ 1919年）
- 1832年（天保3年5月19日） - 牧野誠成、第9代田辺藩主（+ 1869年）
- 1834年（天保5年5月11日） - 川路利良、警視庁大警視（+ 1879年）
- 1834年（天保5年5月11日） - 九鬼隆備、第10代綾部藩主、子爵（+ 1897年）
- 1841年 - アントニオ・パチノッティ、物理学者（+ 1912年）
- 1844年 - アルトヴィグ・ドランブール、言語学者（+ 1908年）
- 1850年 - ラファエル・コラン、画家（+ 1916年）
- 1860年（万延元年4月28日） - 鈴木清助、警察官（+ 1890年）
- 1861年 - ピート・ブラウニング、元プロ野球選手（+ 1905年）
- 1870年 - 西田幾多郎、哲学者（+ 1945年）
- 1878年 - ポール・ペリオ、探検家（+ 1945年）
- 1880年 - カール・ヴァン・ヴェクテン、写真家（+ 1964年）
- 1881年 - トミー・バーンズ、プロボクサー（+ 1955年）
- 1882年（ユリウス暦6月5日） - イーゴリ・ストラヴィンスキー、作曲家（+ 1971年）
- 1882年 - アドルフ・フリードリヒ6世、メクレンブルク＝シュトレーリッツ大公（+ 1918年）
- 1888年 - ハインツ・グデーリアン、軍人（+ 1954年）
- 1889年 - 大沼哲、作曲家（+ 1944年）
- 1891年 - 勝野実、軍人（+ 1957年）
- 1892年 - 三谷隆信、官僚、外交官、教育者（+1985年）
- 1898年 - マウリッツ・エッシャー、画家（+ 1972年）
- 1904年 - 内野熊一郎、漢文学者（+ 2002年）
- 1905年 - 臼井吉見、編集者、評論家、小説家（+1987年）
- 1906年 - トーマス・カウリング、天文学者（+ 1990年）
- 1910年 - 志賀暁子、女優（+1990年）
- 1910年 - ハーバート・オーエン・リード、作曲家、指揮者（+ 2014年）
- 1914年 - 鹿子木健日子、バスケットボール指導者（+1992年）
- 1914年 - ジョン・ハーシー、ジャーナリスト、小説家（+ 1993年）
- 1918年 - 村松定孝、国文学者（+ 2007年）
- 1919年 - ガリーナ・ウストヴォーリスカヤ、作曲家（+ 2006年）
- 1920年 - 原節子、女優（+ 2015年）
- 1920年 - フランソワ・ジャコブ、生物学者（+ 2013年）
- 1924年 - 阪田清春、元プロ野球選手（+ 1987年）
- 1925年 - 有川貞昌、特撮監督（+ 2005年）
- 1926年 - 加藤六月、政治家（+ 2006年）
- 1927年 - ルチオ・フルチ、映画監督（+ 1996年）
- 1928年 - 白柳誠一、司祭（枢機卿）（+ 2009年）
- 1929年 - チグラン・ワルタノビッチ・ペトロシアン、チェスの選手（+ 1984年）
- 1933年 - 山田清三郎、元プロ野球選手 （+ 2023年）
- 1933年 - 魚住純子、女優（+ 2015年）
- 1933年 - ジェームズ・シゲタ、歌手、俳優（+ 2014年）
- 1933年 - クリスチャン・フェラス、ヴァイオリニスト（+ 1982年）
- 1936年 - ケン・ローチ、映画監督
- 1939年 - 三井康壽、官僚
- 1939年 - クシシュトフ・ザヌッシ、映画監督
- 1939年 - 加藤紘一、政治家（+ 2016年）
- 1940年 - ジョージ・アカロフ、経済学者
- 1940年 - 高木喬、元プロ野球選手（+ 2012年）
- 1941年 - 長沢純、実業家、タレント（元スリーファンキーズ）
- 1942年 - 佐護彰、実業家
- 1942年 - モハメド・エルバラダイ、元国際原子力機関事務局長
- 1942年 - 福永二三雄、調教師、騎手（+ 2005年）
- 1942年 - 篠田荘平、元プロ野球選手（+ 2004年）
- 1943年 - バリー・マニロウ、ミュージシャン
- 1943年 - ニュート・ギングリッチ、元アメリカ合衆国下院議長
- 1944年 - 田中調、元プロ野球選手
- 1945年 - エディ・メルクス、自転車プロロードレース選手
- 1945年 - ケン・リヴィングストン、政治家、初代ロンドン市長
- 1945年 - 金井克子、バレエダンサー、歌手
- 1945年 - 雨宮捷年、元プロ野球選手
- 1946年 - 岩阪恵子、小説家
- 1947年 - 奈良橋陽子、作詞家
- 1947年 - 水谷公生、作曲家、編曲家
- 1947年 - 和田正道、元調教師
- 1947年 - 今くるよ、漫才師（今いくよ・くるよ）（+ 2024年）
- 1948年 - ショー・コスギ、俳優
- 1948年 - 三津原博、実業家、薬剤師
- 1948年 - 小菅正夫、獣医師、元北海道旭川市旭山動物園園長
- 1948年 - 倉嶋清次、政治家、元山梨県笛吹市長
- 1948年 - 深沢修一、元プロ野球選手
- 1948年 - デーブ・コンセプシオン、元プロ野球選手
- 1949年 - 山本鈴美香、漫画家
- 1949年 - 妹尾隆一郎、ブルースハープ奏者 (+ 2017年)
- 1950年 - 豊留悦男、政治家
- 1950年 - 緒方修、元プロ野球選手
- 1950年 - 山路芳久、テノール歌手（+ 1988年）
- 1951年 - 岡田元也、実業家、イオングループCEO
- 1954年 - 楠見尚己、声優、俳優
- 1955年 - 高杉正彦、プロレスラー
- 1955年 - ジョー・シャボニュー、元プロ野球選手
- 1956年 - 浜名敏幸、元プロ野球選手
- 1958年 - 中原理恵、女優
- 1958年 - ジェロ・ビアフラ、ミュージシャン
- 1959年 - 山崎徹、実業家
- 1959年 - 矢尾一樹、声優
- 1960年 - 内海英華、三味線奏者、落語家
- 1960年 - 伊藤伸平、漫画家
- 1961年 - 山寺宏一、声優、俳優
- 1961年 - ミッキー・ブラントリー、元プロ野球選手
- 1962年 - 青木秀夫、元プロ野球選手
- 1962年 - ドリアン助川、ボーカリスト、作家、ラジオパーソナリティ
- 1962年 - マイケル・モンロー、歌手（ハノイ・ロックス）
- 1963年 - 松本侑子、小説家
- 1964年 - ミヒャエル・グロス、水泳選手
- 1965年 - 高橋靖、政治家、茨城県水戸市長
- 1965年 - 名越稔洋、ゲームクリエイター
- 1965年 - 満田拓也、漫画家
- 1965年 - ダン・ジャンセン、スピードスケート選手
- 1966年 - セドリック・カーン、映画監督
- 1966年 - ショーン・エイブナー、元プロ野球選手
- 1967年 - 西尾拓美、料理人、元タレント
- 1967年 - 大島公一、元プロ野球選手
- 1968年 - 佐野まり、シンガーソングライター、チャランゴ奏者
- 1968年 - 財前恵一、元サッカー選手、指導者
- 1968年 - 鈴木みのる、プロレスラー
- 1968年 - 原井和也、元プロ野球選手
- 1969年 - 入江秀忠、総合格闘家
- 1969年 - ヴィクトール・ペトレンコ、フィギュアスケート選手
- 1970年 - 早川英樹、実業家
- 1970年 - 古河有一、元プロ野球選手
- 1970年 - 長谷川咲恵、元プロレスラー
- 1971年 - 大田祐樹、アナウンサー
- 1972年 - 川中子雅人、声優
- 1972年 - 三木大雲、日蓮宗僧侶
- 1973年 - 尾崎準、声優
- 1973年 - 中井多賀宏、詩人、社会活動家
- 1973年 - 菊池利三、元サッカー選手、指導者
- 1973年 - 山田博士、元プロ野球選手
- 1973年 - リアム・カイル・サリヴァン、コメディアン
- 1973年 - リーンダー・パエス、テニス選手
- 1974年 - 白井博幸、元サッカー選手
- 1974年 - 小倉理恵、アナウンサー
- 1974年 - 大野幹代、歌手、アイドル、タレント（元CoCo）
- 1975年 - ILMARI、MC（RIP SLYME）
- 1975年 - 吉村洋文、政治家、弁護士、大阪府知事
- 1975年 - 城彰二、元サッカー選手
- 1975年 - 田中由基、元プロ野球選手
- 1975年 - ファン・カルロス・バレロン、サッカー選手
- 1976年 - 山口雅史、実況アナウンサー、リポーター
- 1976年 - 勝村周一朗、総合格闘家
- 1976年 - 高橋和、将棋棋士
- 1977年 - 坂本真、俳優
- 1977年 - 中村公平、俳優、演出家
- 1977年 - 柳沢正和、実業家
- 1977年 - 近藤智弘、プロゴルファー
- 1977年 - 的場寛一、元プロ野球選手
- 1977年 - アンドレイ・シモノフ、総合格闘家
- 1978年 - 麻生久美子、女優
- 1978年 - 島田朋尚、声優
- 1978年 - 内柴正人、元柔道選手
- 1978年 - イザベル・ドロベル、フィギュアスケート選手
- 1979年 - 中澤達也、俳優、格闘家
- 1980年 - ヴィーナス・ウィリアムズ、テニス選手
- 1980年 - 川井雄太、元プロ野球選手
- 1980年 - 柏原麻実、漫画家、イラストレーター
- 1980年 - KIMERU、歌手
- 1981年 - 西脇万里子、元バレーボール選手
- 1981年 - 琴禮巨樹、元大相撲力士
- 1982年 - 西川雅人、元プロ野球選手
- 1982年 - 兼松由香、ラグビーユニオン選手
- 1983年 - 二宮和也、タレント、俳優、歌手（嵐）
- 1983年 - 風間俊介、タレント、俳優
- 1983年 - 高瀬洋子、ファッションモデル
- 1983年 - 橋本歩、陸上競技選手
- 1983年 - リー・ライアン、ミュージシャン（ブルー）
- 1983年 - デービッド・ポーリー、プロ野球選手
- 1984年 - 石川綾子、ヴァイオリニスト
- 1984年 - 丹黒香奈子、フリーアナウンサー
- 1984年 - 小山田壮平、ミュージシャン
- 1985年 - 五関晃一、アイドル（A.B.C-Z）
- 1985年 - 葉山昴、俳優
- 1985年 - 露木麻土香、ラジオパーソナリティ
- 1985年 - マルコス・バグダティス、テニス選手
- 1986年 - アルフレド・デスパイネ、プロ野球選手
- 1986年 - 椎名鯛造、俳優
- 1987年 - 辻希美、歌手、タレント（元モーニング娘。、元W）
- 1987年 - 津田朱里、歌手
- 1987年 - ケンドリック・ラマー、ラッパー
- 1988年 - 岩田正太、サッカー選手
- 1988年 - 馬場徹、俳優
- 1989年 - 大橋健典、元プロボクサー、第62代日本フェザー級王者
- 1990年 - 中村悠平、プロ野球選手
- 1990年 - 石原慎太郎、ラグビー選手
- 1990年 - アンドリュー・チェイフィン、プロ野球選手
- 1990年 - アラン・ジャゴエフ、サッカー選手
- 1990年 - ジョーダン・ヘンダーソン、サッカー選手
- 1990年 - アブドゥル・ナザ・アルハサン、サッカー選手
- 1991年 - 菊池雄星、プロ野球選手
- 1991年 - 大瀬良大地、プロ野球選手
- 1991年 - 梅野隆太郎、プロ野球選手
- 1991年 - ティム・コレト、フィギュアスケート選手
- 1991年 - 波瑠、女優
- 1992年 - 雨宮悠香、タレント
- 1992年 - 山下大車輪、お笑いタレント（ぶたマンモス）
- 1992年 - 山口竜之介、声優
- 1992年 - 三上彩奈、プロボウラー、アナウンサー
- 1992年 - 加部未蘭、フットサル選手、元サッカー選手
- 1992年 - 神崎紗衣、元タレント
- 1993年 - 野田愛実、歌手
- 1993年 - 相葉香凛、元女優、モデル
- 1994年 - 白井那奈、元タレント
- 1994年 - 春瀬なつみ、声優
- 1994年 - 岡山天音、俳優
- 1994年 - 雪平莉左、グラビアアイドル、タレント
- 1994年 - 高山奈々、気象キャスター
- 1994年 - アマリ・クーパー、アメリカンフットボール選手
- 1994年 - アレックス・ラウター、プロアイスホッケー選手
- 1995年 - 森川葵、タレント、ファッションモデル、女優
- 1995年 - 塩見彩、AV女優
- 1996年 - 上野一舞、女優、声優
- 1996年 - 柳町逸太、バレーボール選手
- 1997年 - 一色海鈴、グラビアアイドル
- 1997年 - 橋本耀、元女優、元アイドル（元AKB48）
- 1998年 - 武部柚那、ボーカル、パフォーマー（元E-girls）
- 1998年 - 高柳光希、TBSアナウンサー
- 1999年 - シェーン・バズ、プロ野球選手
- 1999年 - 金城妃呂、元プロ野球選手
- 2000年 - 増田陸、プロ野球選手
- 2000年 - 佐藤祐羅、グラビアアイドル、女優
- 2002年 - 由良ゆら、グラビアアイドル
- 2003年 - 千葉寛汰、サッカー選手
- 2004年 - 鈴木福、俳優
- 2004年 - 髙野光海、プロ野球選手
- 2004年 - 長嶋幸宝、陸上競技選手
- 2005年 - 中山楓奈、スケートボーダー
- 2007年 - 河村果歩、アイドル、ファッションモデル（SUPER☆GiRLS）
- 生年不詳 - 仲村佳樹、漫画家
- 生年不詳 - 杉原涼子、漫画家
- 生年不詳 - 大和八重子、漫画家
- 生年不詳 - 藤田まり子、アニメーター
- 生年不詳 - 北村謙次、声優
- 生年不詳 - 幸本たつと、声優
- 生年不詳 - 槇原千夏、声優
- 生年不詳 - 向山太規、声優
- 生年不詳 - 中村颯希、ライトノベル作家

## 忌日

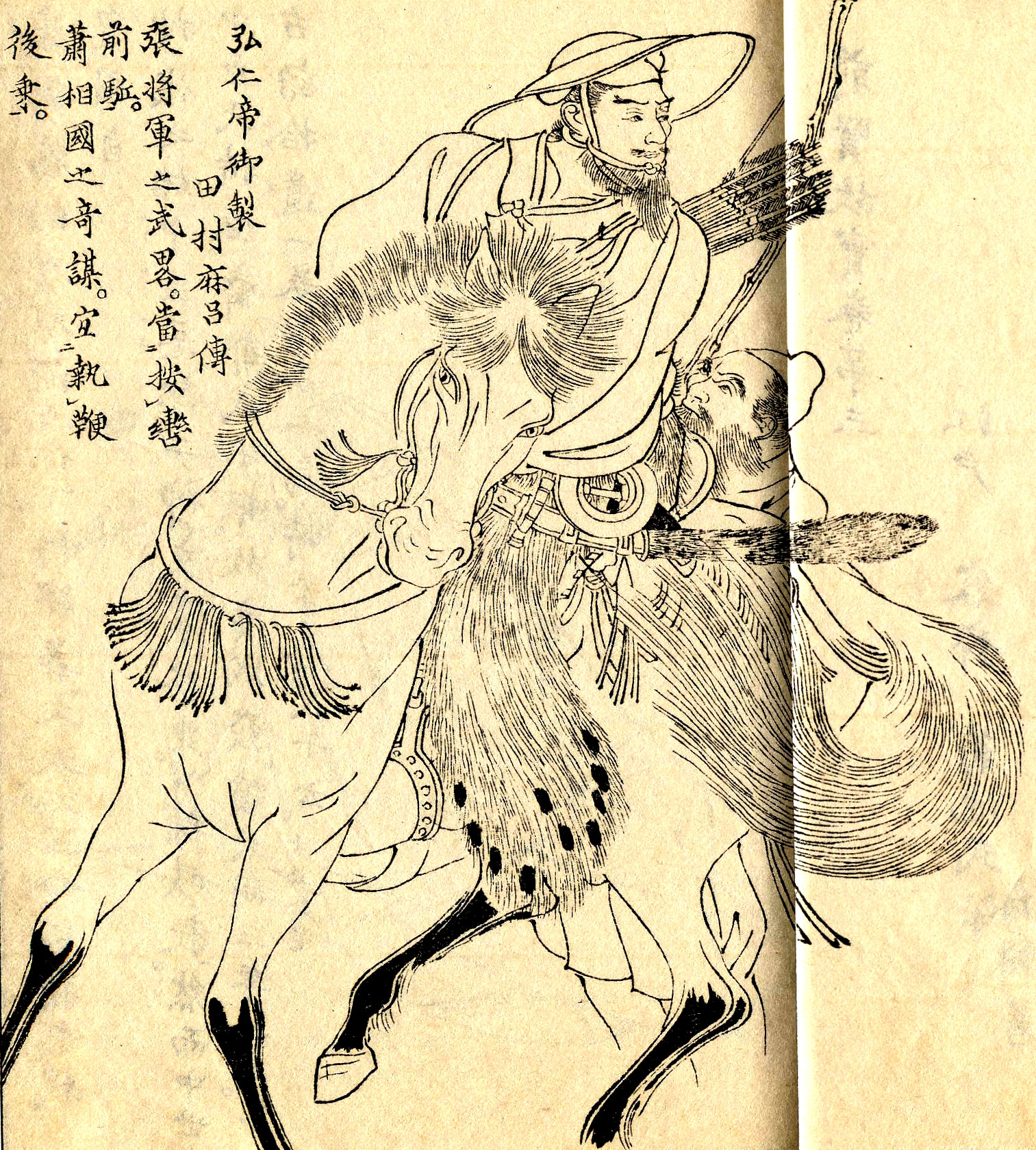
武官坂上田村麻呂(758-811)没

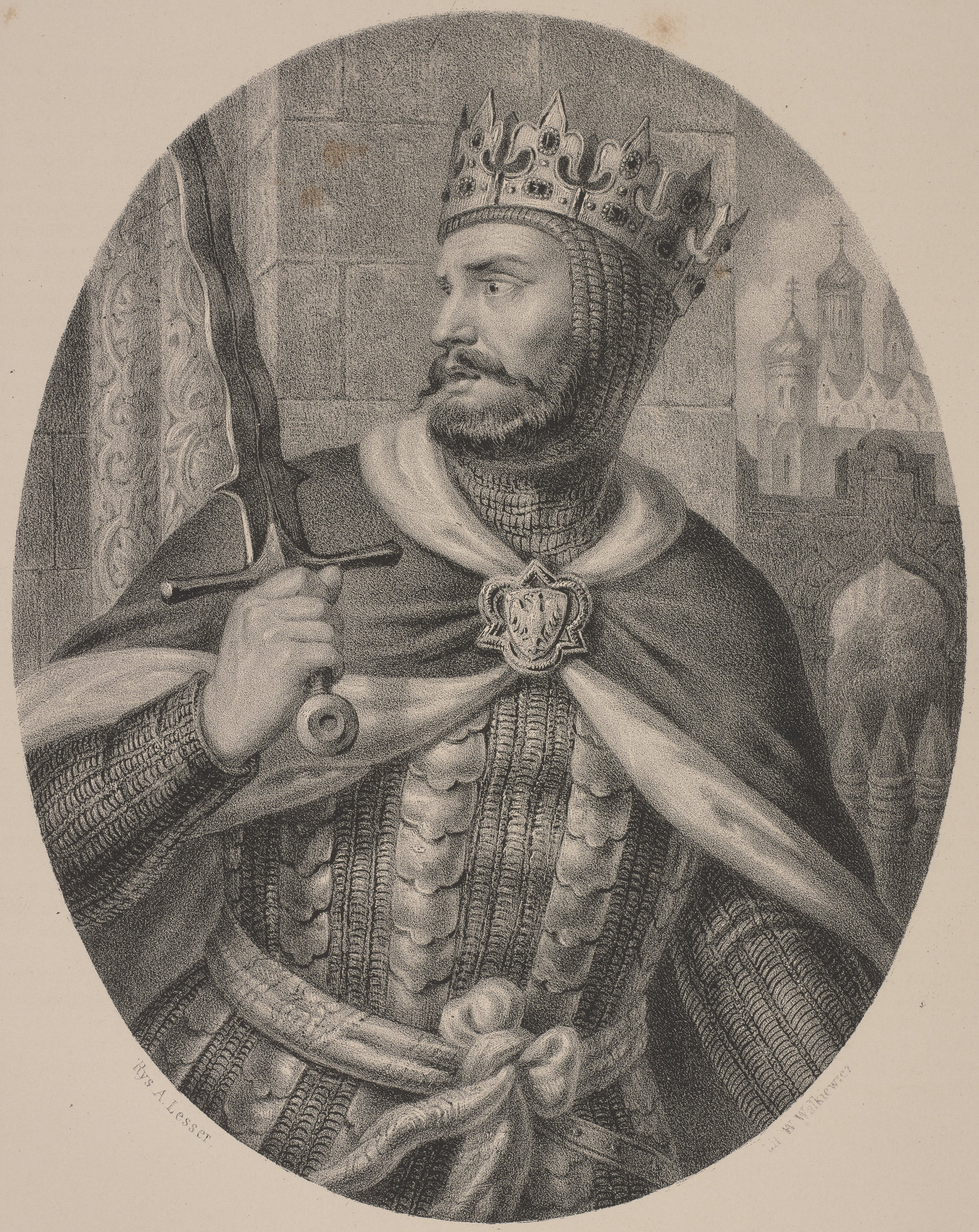
「勇敢王」ボレスワフ1世(967?-1025)没。死の直前にポーランド王となった

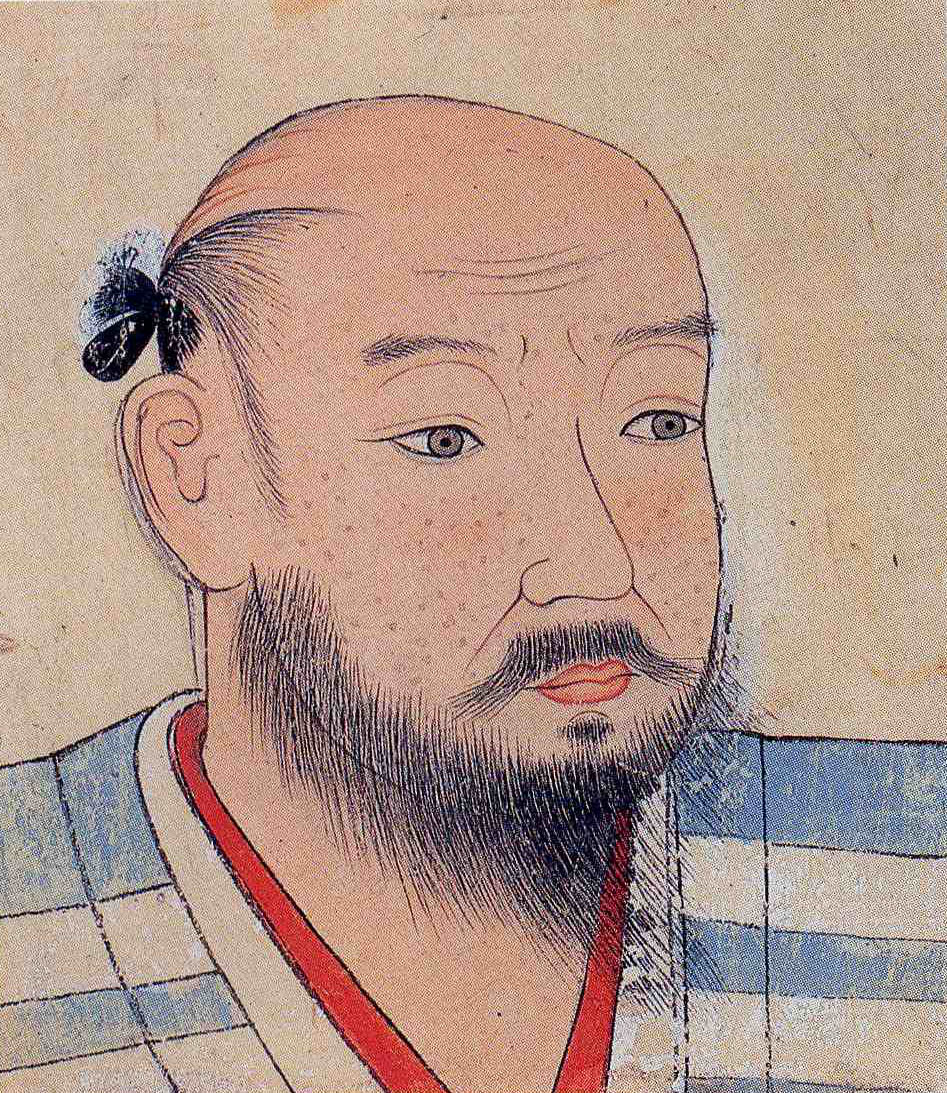
室町幕府第13代将軍足利義輝(1536-1565)、永禄の変で討死。

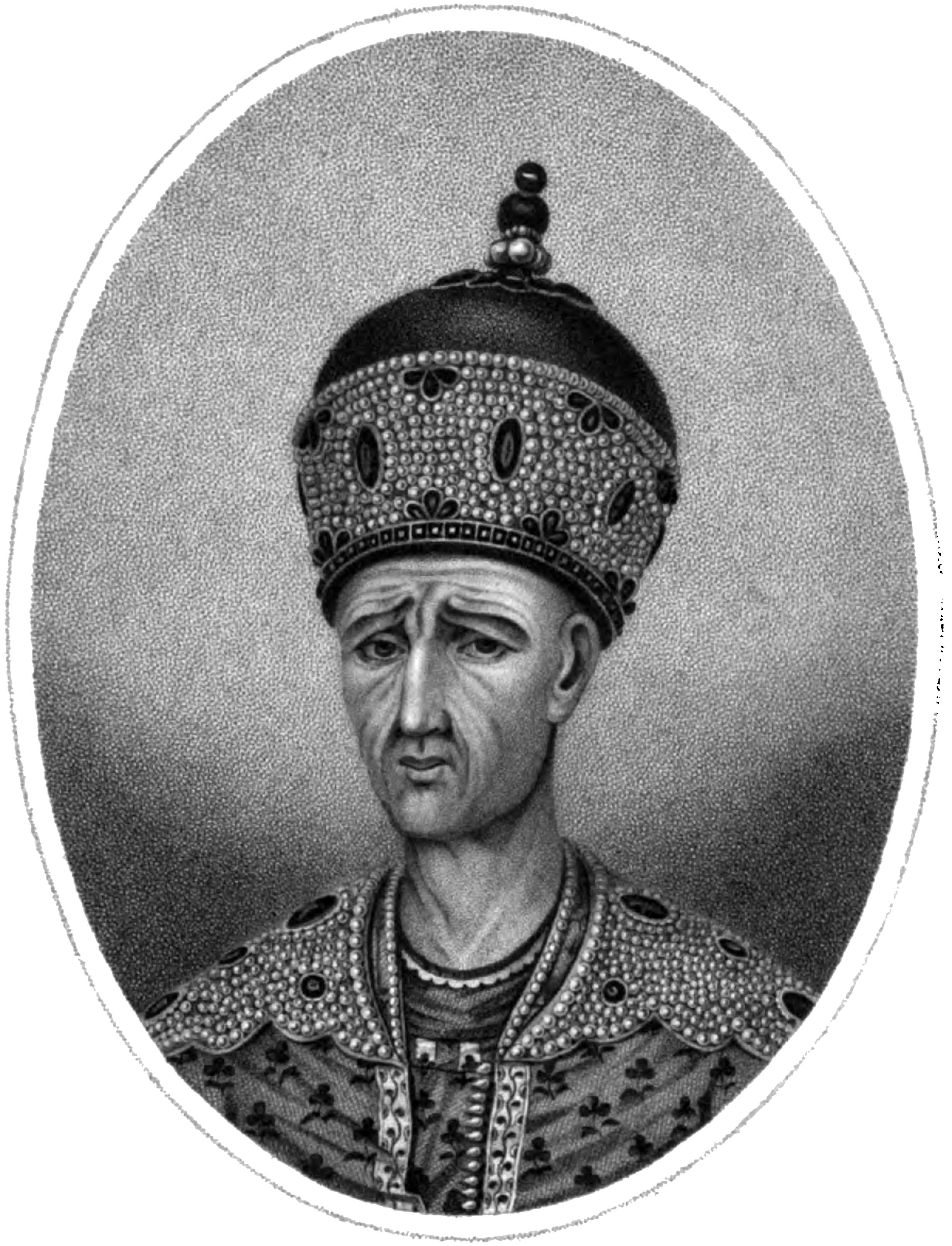
カージャール朝初代皇帝アーガー・モハンマド・シャー(1742-1797)暗殺される

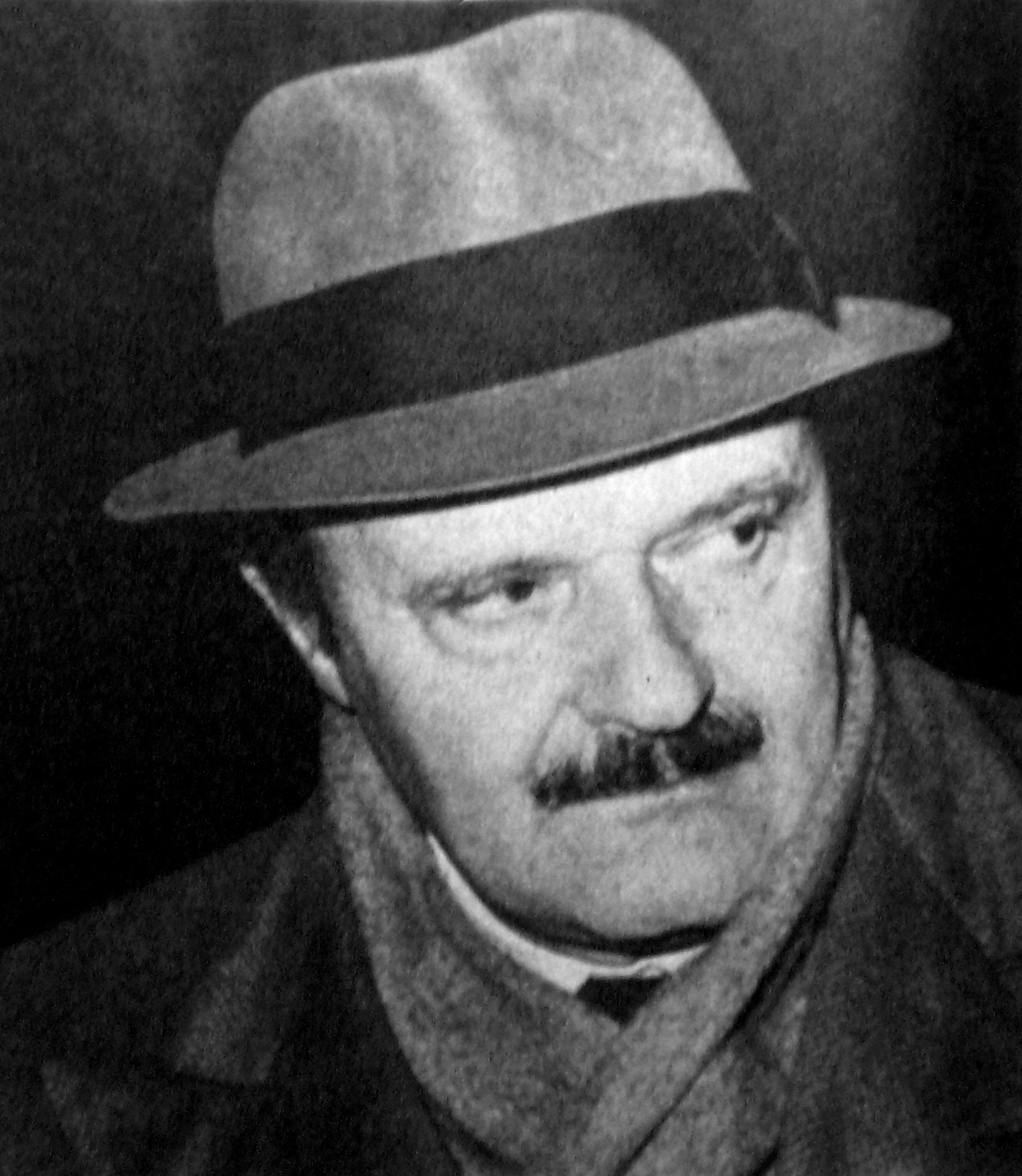
イタリアの銀行家ロベルト・カルヴィ(1920-1982)

- 811年（弘仁2年5月23日） - 坂上田村麻呂、征夷大将軍（* 758年）
- 850年（嘉祥3年5月4日） - 橘嘉智子、嵯峨天皇の皇后（* 786年）
- 1025年 - ボレスワフ1世、ポーランド王（* 967年?）
- 1564年（永禄7年5月9日） - 安宅冬康、戦国武将、三好長慶の弟(* 1528年)
- 1565年（永禄8年5月19日） - 足利義輝、室町幕府13代将軍（* 1536年）
- 1631年（寛永8年5月18日） - 埋忠明寿、刀工（* 1558年）
- 1631年 - ムムターズ・マハル、ムガル皇帝シャー・ジャハーンの皇后（* 1595年）
- 1696年 - ヤン3世、ポーランド王（* 1629年）
- 1775年 - ジョン・ピトケアン、イギリス海兵隊少佐（* 1722年）
- 1775年 - ジョセフ・ウォーレン、アメリカ独立の運動家（* 1741年）
- 1797年 - アーガー・モハンマド・シャー、ペルシャのシャー（* 1742年）
- 1806年 - ヘンリー・ホランド、建築家（* 1745年）
- 1817年（文化14年5月3日） - 古賀精里、儒学者（* 1750年）
- 1839年 - ウィリアム・キャヴェンディッシュ＝ベンティンク、インド総督（* 1774年）
- 1866年 - ルイス・カス、第22代アメリカ合衆国国務長官（* 1782年）
- 1887年 - ヒューゴ・ビルイェル、画家（* 1854年）
- 1898年 - エドワード・バーン＝ジョーンズ、美術家（* 1833年）
- 1901年 - コルネリウス・グルリット、作曲家（* 1820年）
- 1904年 - ニコライ・ボブリコフ、フィンランド総督（* 1839年）
- 1904年 - キッド・カーリー、ガンマン、アウトロー（* 1865年）
- 1932年 - 三升家紋右衛門、落語家（* 1880年）
- 1939年 - 酒井忠克、政治家（* 1883年）
- 1940年 - アーサー・ハーデン、化学者（* 1865年）
- 1944年 - 俵孫一、元商工大臣（* 1869年）
- 1956年 - ヤン・イングル、チェコスロバキア亡命政府国防相（* 1894年）
- 1957年 - ドロシー・リチャードソン、小説家（* 1882年）
- 1965年 - 宮崎要、元プロ野球選手（* 1916年）
- 1968年 - ホセ・ナサシ、サッカー選手（* 1901年）
- 1968年 - アドルフ・ムーロン・カッサンドル、グラフィックデザイナー（* 1901年）
- 1979年 - ダフィー・ルイス、元プロ野球選手（* 1888年）
- 1982年 - ロベルト・カルヴィ、銀行家（* 1920年）
- 1983年 - ピーター・メニン、作曲家（* 1923年）
- 1984年 - 中川信夫、映画監督（* 1905年）
- 1985年 - 加藤泰、映画監督（* 1916年）
- 1985年 - 谷口雅春、宗教家（* 1893年）
- 1985年 - 山口波津女、俳人（* 1906年）
- 1987年 - ディック・ハウザー、元プロ野球選手（* 1936年）
- 1987年 - 高田博厚、彫刻家（* 1900年）
- 1988年 - 西村省一郎、元プロ野球選手（* 1941年）
- 1989年 - 平澤興、医学者、京都大学第16代総長（* 1900年）
- 1990年 - 出門英、歌手（ヒデとロザンナ）、俳優（* 1942年）
- 1991年 - 永井智雄、俳優（* 1914年）
- 1994年 - 村山リウ、評論家（* 1903年）
- 1996年 - 川本信正、新聞記者、スポーツ評論家（* 1907年）
- 1996年 - トーマス・クーン、科学哲学者（* 1922年）
- 1996年 - 安藤元博、元プロ野球選手（* 1939年）
- 2001年 - ドナルド・クラム、化学者（* 1919年）
- 2001年 - 金井大、俳優（* 1927年）
- 2001年 - 青山正明、編集者、ライター（* 1960年）
- 2002年 - ドブリ・ジュロフ、軍人（* 1916年）
- 2002年 - フリッツ・ヴァルター、サッカー選手（* 1920年）
- 2002年 - ウィリー・ダベンポート、陸上競技選手、1968年メキシコシティー五輪金メダリスト（* 1943年）
- 2003年 - 山本廉、俳優（* 1930年）
- 2003年 - ポール・ハースト、社会学者（* 1947年）
- 2004年 - 松下竜一、作家（* 1937年）
- 2006年 - 佐藤功、法学者（* 1915年）
- 2006年 - 宮部昭夫、俳優、声優（* 1931年）
- 2006年 - 宿澤広朗、元ラグビーユニオン選手、ラグビーユニオン監督（* 1950年）
- 2006年 - 北村昌士、ミュージシャン、音楽評論家、編集者（* 1956年）
- 2006年 - アブドゥル＝ハリーム・サドゥラエフ、チェチェン共和国独立派政権大統領（* 1967年）
- 2006年 - 堀部秀郎、イラストレーター、キャラクターデザイナー（* 1969年）
- 2007年 - 樋笠一夫、元プロ野球選手（* 1920年）
- 2007年 - ジャンフランコ・フェレ、ファッションデザイナー（* 1944年）
- 2008年 - シド・チャリシー、女優、ダンサー（* 1921年）
- 2008年 - ヒューイット・クレーン、エンジニア（* 1927年）
- 2009年 - ダスティ・ローズ、元プロ野球選手（* 1927年）
- 2009年 - ラルフ・ダーレンドルフ、社会学者、政治家（* 1929年）
- 2009年 - イズ・ジ・ウィズ、グラフィティライター（* 1931年）
- 2009年 - 趙世衡、外交官、政治家（* 1931年）
- 2009年 - 中町信、推理作家（* 1935年）
- 2009年 - イオン、テクノミュージシャン（* 1954年）
- 2010年 - 北野弘久、法学者、日本大学名誉教授（* 1931年）
- 2011年 - 藤井繁克、実業家、がまかつ創業者（* 1926年）
- 2011年 - 森田斌、元プロ野球選手（* 1935年）
- 2011年 - 橋本信一、映画監督（* 1961年）
- 2012年 - ロドニー・キング、ロドニー・キング事件被害者（* 1965年）
- 2014年 - 濱口浩三、実業家、元TBS社長（* 1922年）
- 2014年 - スタンリー・マーシュ、芸術家（* 1938年）
- 2015年 - ジェラレアン・タリー、世界最長寿の女性（* 1899年）
- 2015年 - スュレイマン・デミレル、政治家、元トルコ首相、大統領（* 1924年）
- 2015年 - ロン・クラーク、陸上競技選手、政治家、元ゴールドコースト市長（* 1937年）
- 2015年 - 火村正紀、漫画家（* 生年不詳）
- 2016年 - 符浩、外交官（* 1916年）
- 2017年 - 新井隆一、公法学者、早稲田大学名誉教授（* 1928年）
- 2017年 - ボールドウィン・ジェイコブソン・ロンズデール、政治家、第8代バヌアツ大統領（* 1950年）
- 2017年 - イバン・ファンディーニョ、闘牛士（* 1980年）
- 2018年 - 趙南起、中国人民解放軍軍人（* 1927年）
- 2018年 - 猿若吉代、日本舞踊家（* 1933年）
- 2019年 - グロリア・ヴァンダービルト、芸術家、女優、ファッションデザイナー（* 1924年）
- 2019年 - ムハンマド・ムルシー、学者、政治家、第3代エジプト・アラブ共和国大統領（* 1951年）
- 2019年 - ジャン＝マリー・ヒューロット、コンピュータ科学博士、コンピュータソフトウェア開発者（* 1954年）
- 2020年 - ヴィクター・フェルドブリル、指揮者、ヴァイオリニスト（* 1924年）
- 2020年 - ジーン・ケネディ・スミス、外交官、人道主義者、作家（* 1928年）
- 2020年 - 阿彦哲郎、元カザフスタン抑留者（* 1930年）
- 2020年 - マルレーネ・アーレン、やり投げ選手（* 1933年）
- 2020年 - 津村喬、評論家、気功師（* 1948年）
- 2021年 - 許淵冲、翻訳家（* 1921年）
- 2021年 - ケネス・カウンダ、政治家、初代ザンビア大統領（* 1924年）
- 2022年 - 日高旺、ジャーナリスト、新聞経営者、元南日本新聞社長・鹿児島テレビ放送社長（* 1929年）
- 2022年 - ジャン＝ルイ・トランティニャン、俳優（* 1930年）
- 2022年 - 五代目坂東竹三郎、歌舞伎役者（* 1932年）
- 2022年 - 山内豊彦、ジャーナリスト、実業家、元共同通信社社長（* 1940年）
- 2022年 - 金田英行、政治家（* 1942年）
- 2023年 - オレーグ・ベーチン、科学者、政治家（* 1950年）
- 2024年 - 山田宗睦、哲学者、評論家（* 1925年）
- 2024年 - 座喜味彪好、公務員、実業家、元沖縄電力社長（* 1926年）
- 2024年 - 花岡献治、ベーシスト（* 1953年）
- 2024年 - クラウディオ・グラツィアーノ、軍人、実業家、フィンカンティエリ会長（* 1953年）
- 2024年 - コナー・ガーデン＝バショップ、ラグビー選手（* 1999年）
- 2025年 - 小島民雄、編集者、実業家、集英社会長・相談役・社長、月刊セブンティーン・マーガレット編集長（* 1930年）

## 記念日・年中行事

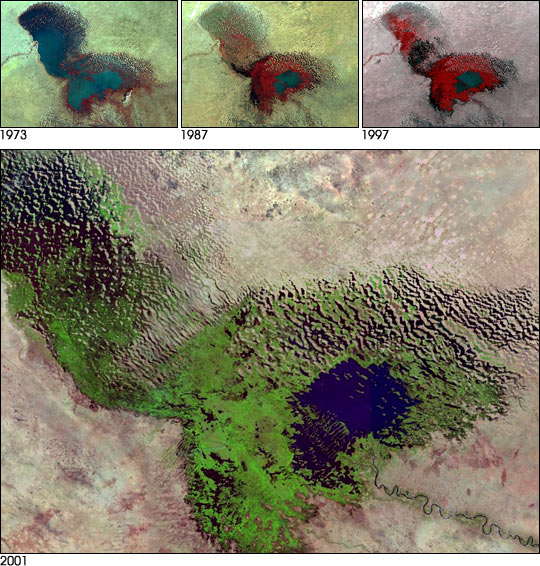
砂漠化および干ばつと闘う世界デー

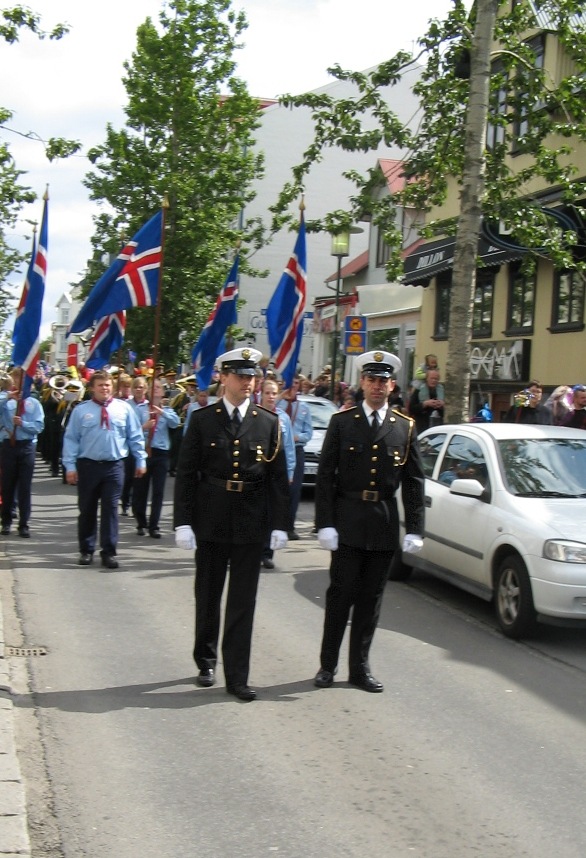
アイスランドの独立記念日

- 三枝祭（大神神社摂社の率川神社の例祭）（ 日本）
飛鳥時代から続く日本最古のお祭りの1つとされる。ゆりまつりとも呼ばれ、本社である大神神社で行われる鎮花祭と共に、疫病を鎮めることを祈る。三輪山に咲くゆりの花で飾った酒樽で、お酒を神前に供えた後、4人の巫女が三枝のゆりを手に持ち、神楽舞を奉納する。また、午後には奈良市内を巡行する七媛女（ななおとめ）・ゆり姫・稚児行列も行われる[12]。
- 興教大師降誕会（ 日本）
嘉保2年6月17日（1095年7月21日）、真言宗中興の祖にして新義真言宗の始祖でもある興教大師覚鑁が、肥前国藤津庄（現：佐賀県鹿島市納富分）で生誕[13]。これを記念し、興教大師ゆかりの寺院で降誕会が執り行われる。
- 身延山開闢の日（ 日本）
文永11年（1274年）5月、鎌倉で日蓮の辻説法を聞いて深く感銘した地頭の南部実長は、日蓮を波木井郷へと招いた。5月17日、日蓮は身延山に入山し、6月17日より鷹取山のふもとの西谷に構えた草庵を住処とした。このことから、6月17日は身延山開闢（かいびゃく）の日とされ、久遠寺では毎年法要が営まれている[14]。
- 砂漠化および干ばつと闘う世界デー（ 世界）
国際デーの一つ。1994年のこの日のに「国連砂漠化防止条約」が採択されたことを記念し、1995年の国連総会で制定された。
- 独立記念日（ アイスランド）
1944年のこの日にデンマークから独立。
- ドイツ統一の日（ 西ドイツ）
1953年の東ベルリン暴動を記念（1990年の再統一以降は10月3日（ ドイツ））。
- ゼムラ蜂起記念日（ 西サハラ)